# Sitting on the Moon
Sitting on the Moon (Brasil: Lua de Amor ) é um filme musical norte-americano de 1936, dirigido por Ralph Staub e lançado pela Republic Pictures.

## Elenco
- Roger Pryor como Danny West
- Grace Bradley como Polly Blair
- William Newell como Mike
- Pert Kelton como Mattie
- Henry Kolker como Worthington
- Henry Wadsworth como Charlie Lane
- Joyce Compton como Blossom
- Pierre Watkin como Tucker
- William Janney como jovem marido
- June Martel como jovem esposa
- The Theodores como ele mesmo
- Jimmy Ray como dançarina
- Harvey Clark como gerente do Hotel
- George Cooper como motorista de táxi

## Trilha sonora
- Roger Pryor - "Sitting on the Moon" (Escrito por Sidney D. Mitchell e Sam H. Stept)
- Grace Bradley com orquestra - "Sitting on the Moon"
- Roger Pryor - "Lost In My Dreams" (Escrito por Sidney D. Mitchell e Sam H. Stept)
- Roger Pryor - "How Am I Doin' With You" (Escrito por Sidney D. Mitchell e Sam H. Stept)
- Grace Bradley, com Roger Pryor no piano - "Who Am I?" (Escrito por Sidney D. Mitchell e Sam H. Stept)
- Roger Pryor - "Theme from Tannhauser" (Interpretada como um trapo) (Música de Richard Wagner)